# Nana (målning)
Nana är en oljemålning av den franske konstnären Édouard Manet från 1877. Målningen ingår sedan 1924 i Hamburger Kunsthalles samlingar. 
Manets Nana var troligtvis inspirerad av Émile Zolas fiktiva karaktär med samma namn som första gången förekom i L'Assommoir 1876 och hade en huvudroll i de efterföljande romanerna. Målningen ansågs som provokativ eftersom kvinnan antogs vara prostituerad. Den refuserades på Parissalongen 1877 och gjorde istället skandalsuccé i skyltfönstret på Giroux på Boulevard des Capucines i Paris. 